# Synagoge (Pfungstadt)

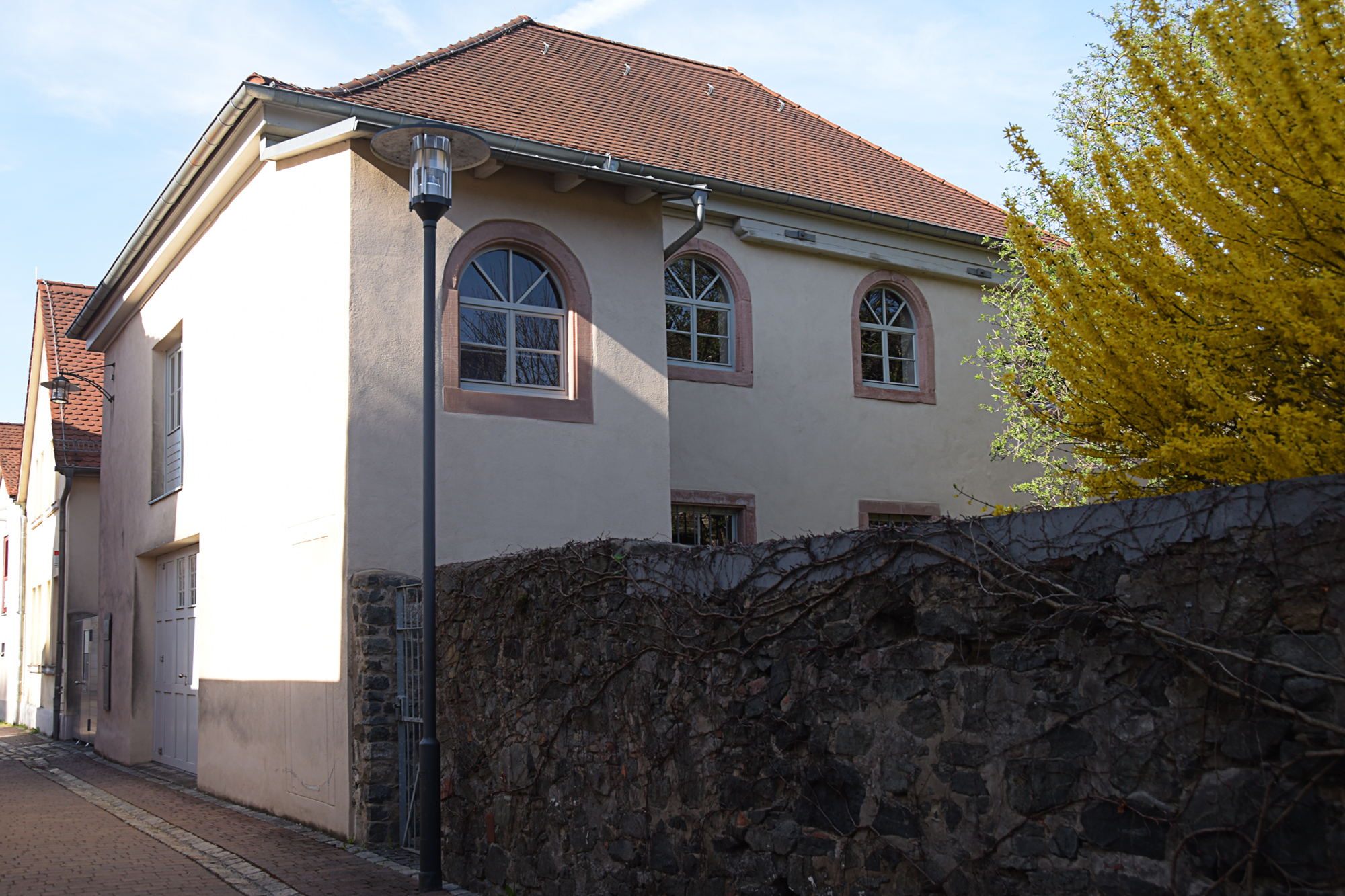
Ehemalige Synagoge in Pfungstadt

Die Synagoge in Pfungstadt, einer Stadt im Landkreis Darmstadt-Dieburg in Hessen, wurde in den 1820er Jahren errichtet. Die profanierte Synagoge steht an der Hillgasse 8.

## Geschichte

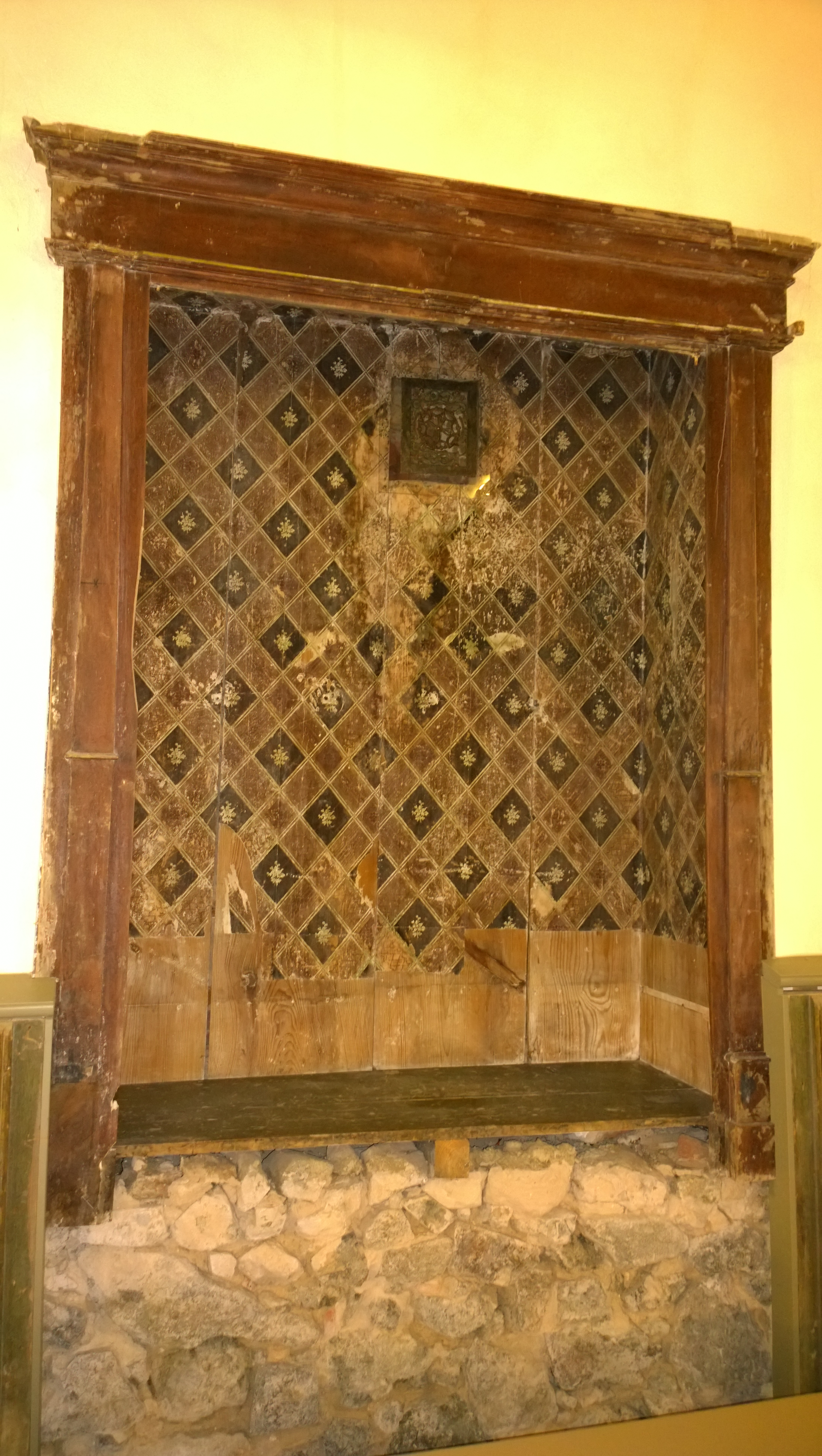
Ehemaliger Thora-Schrein

1820 kaufte die jüdische Gemeinde Pfungstadt das Anwesen in der heutigen Hillgasse 8 und baute das Haus zu einer Synagoge um. Von 1836 bis 1838 erhielt das Synagogengebäude einen Anbau, in dem das Treppenhaus untergebracht wurde.     
1922 erfolgte eine erneute Außen- und Innenrenovierung der Synagoge, wobei bei der Wiedereinweihung am 25./26. August 1922 eine Gedenktafel für die im Ersten Weltkrieg gefallenen jüdischen Soldaten aus Pfungstadt angebracht wurde.

## Zeit des Nationalsozialismus
Beim Novemberpogrom 1938 wurde die Inneneinrichtung der Synagoge durch Nationalsozialisten zerstört. Danach wurde das Gebäude von der Landwirtschaftlichen Genossenschaft gekauft und als Speicher genutzt. 

## Heutige Nutzung

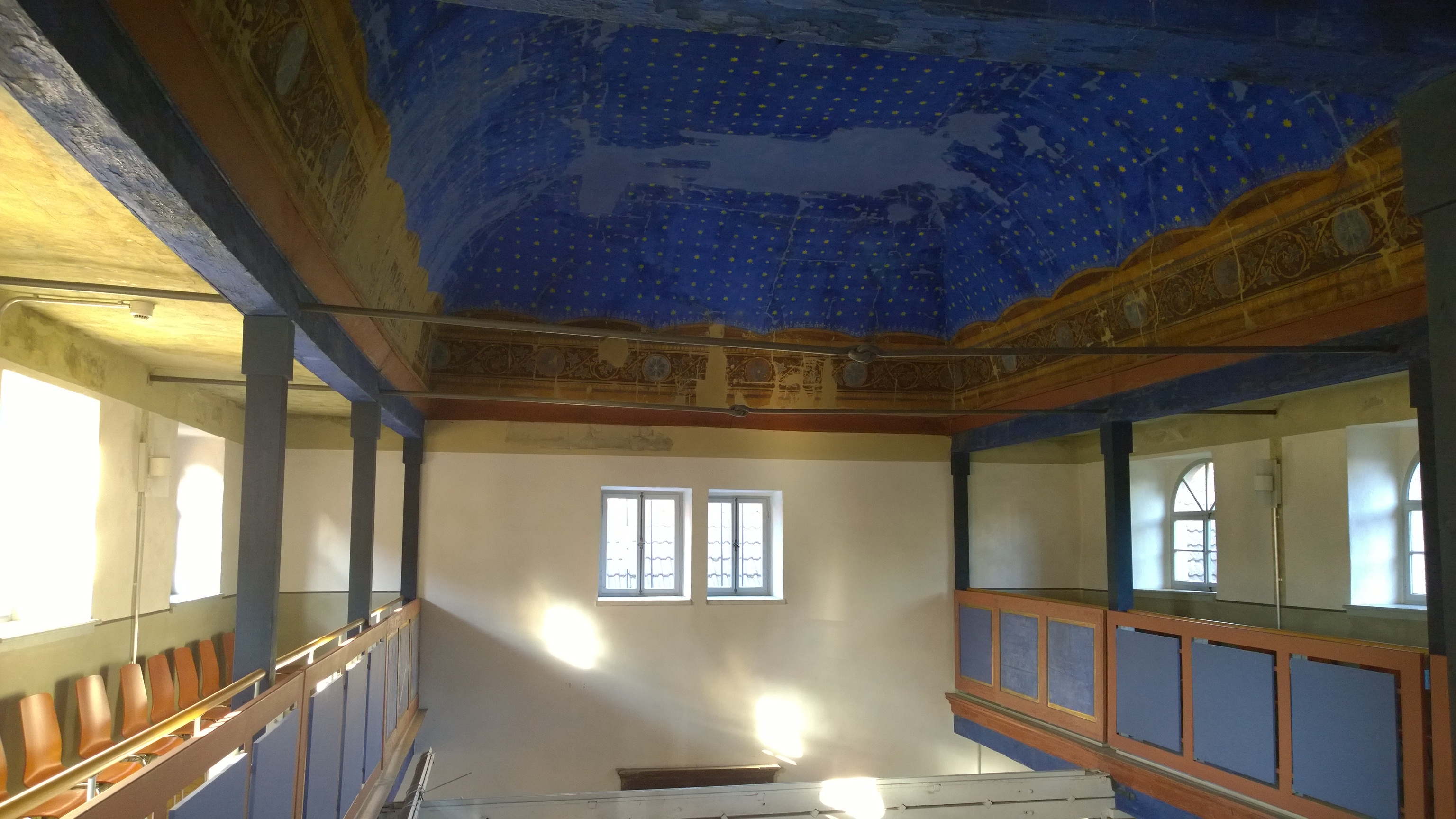
Rekonstruierter Innenraum der Synagoge

Nach 1945 ging das Synagogengebäude in Privatbesitz über und wurde zum Wohn- und Lagerhaus umgebaut. 1992 übernahm die Stadt die ehemalige Synagoge und renovierte das Gebäude. Teile der Inneneinrichtung waren noch erhalten und konnten rekonstruiert werden, insbesondere die mit blauer Farbe bemalte Decke, die mit goldenen Sternen verziert und von einem ornamentierten Fries eingefasst ist.
Im Mai 2001 erfolgte die Eröffnung des Kulturhauses Ehemalige Synagoge als Begegnungs- und Gedenkstätte jüdischer Kultur in der Region.